# Leonid Sergejewitsch Glikman
Leonid Sergejewitsch Glikman (* 23. Januar 1929 in Leningrad; † 31. Januar 2000 in Sankt Petersburg) war ein russischer Paläichthyologe. In seinen wissenschaftlichen Publikationen bevorzugte er die Transliteration Glickman oder Glückman seines Familiennamens. Sein Forschungsschwerpunkt waren die Haie der Kreidezeit und des Känozoikums.

## Leben
Glikman war der Sohn des Chemikers Sergei Abramowitsch Glikman (1892–1966). 1939 zog die Familie von Leningrad nach Kiew. Zu Beginn des Deutsch-Sowjetischen Kriegs im Jahr 1941 erfolgte die Evakuierung nach Taschkent in Usbekistan. Von 1945 bis 1950 lebten die Glikmans (Vater und Sohn) in Saratow, wo Glikman die Mittelschule abschloss und ein vierjähriges Studium an der Fakultät für Biologie der Staatlichen Universität Saratow absolvierte. 1945, im Alter von 16 Jahren, begann Glikman Wirbeltierfossilien der Oberkreide in der Nähe von Saratow zu sammeln. 1950 wechselte er zur Staatlichen Universität Leningrad, die er 1952 mit einer Graduiertenarbeit über die marinen Wirbeltiere der Oberkreide in der Saratow-Wolga-Region abschloss. 1953 veröffentlichte Glickman seine erste wissenschaftliche Arbeit über seine Knorpelfischsammlung, die aus 10.000 bis 40.000 Einzelstücken bestand. Von 1952 bis 1963 war er Mitarbeiter im nach Alexander Petrowitsch Karpinski benannten geologischen Museum, das nach 1967 Teil des Instituts für Geologie und Geochronologie des Präkambriums in Leningrad wurde. Glikmans Forschungsarbeit konzentrierte sich vornehmlich auf die Ordnung der Makrelenhaiartigen (Lamniformes) der Kreidezeit und des Känozoikums. Er betrieb intensive Feldarbeit im gesamten Gebiet der UdSSR, insbesondere im europäischen Teil Russlands, in der Ukraine, auf der Halbinsel Krim, im westlichen Kasachstan, auf der Halbinsel Mangyschlak, in Turkmenistan, im Ferghanatal und in der Aralsee-Region. Er trug eine große Kollektion von Haizähnen (die mit ca. 200.000 Einzelstücken größte fossile Haizahnsammlung der Sowjetunion) aus der Kreidezeit und dem Känozoikum zusammen, die heute im Staatlichen Darwin-Museum in Moskau aufbewahrt wird. 1958 wurde Glikman mit einer Doktorarbeit über die Klassifikation der Haie zum Kandidat der Wissenschaften promoviert.
1964 erschien Glikmans erste Monographie Akuly paleogena i ich stratigrafičeskoe značenie (Sharks of Paleogene and their stratigraphic significance). Im selben Jahr schrieb er das Kapitel über die Plattenkiemer im elften Band der Buchreihe Osnovy Paleontologii (Fundamentals of Paleontology) des Paläontologen Dmitri Wladimirowitsch Obrutschew (1900–1970).
Glikman beschrieb mehrere fossile Hai-Gattungen, darunter Macrorhizodus, Striatolamia, Paraisurus, Pseudoisurus, Paraorthacodus, Cretolamna  und Eostriatolamia. 1958 stellte er die Familie Cretoxyrhinidae auf und 1964 die Familie Otodontidae, zu der möglicherweise auch Megalodon zählt.
Von 1970 bis 1982 war Glikman Mitarbeiter beim Institut für Meeresbiologie des fernöstlichen Zweigs der Sowjetischen Akademie der Wissenschaften in Wladiwostok. Hier betrieb er morphologische Studien über die Lachse der Kamtschatka-Halbinsel. 1980 erschien seine Monographie Ėvoli︠u︡t︠s︡ii︠a︡ melovykh i kaĭnozoĭskikh lamnoidnykh akul (Evolution of the Cretaceous and Cenozoic Lamnoid sharks). Von 1982 bis zu seinem Tod im Januar 2000 lebte Glikman in Leningrad (nach 1991 Sankt Petersburg) mit sehr eingeschränkten Forschungsmöglichkeiten. 1999, im Alter von 70 Jahren, unternahm er seine letzte paläontologische Exkursion ins westliche Kasachstan.

## Dedikationsnamen
Nach Glikman sind die fossilen Plattenkiemergattungen Glickmanodus, Glikmania, Glikmanius und Glueckmanotodus benannt. 1964 benannte Nikolai Nikolajewitsch Woronzow (1934–2000) die fossile Mausart Tachyoryctoides glikmani (ursprünglich als Aralomys glikmani beschrieben) nach Glikman.